# Degarmoara
× Degarmoara (abreviado Dgmra.) es un híbrido intergenérico entre los géneros de orquídeas Brassia, Miltonia y Odontoglossum (Brs. x Milt. x Odm.).